# Horaga selna
Horaga selna är en fjärilsart som beskrevs av John Nevill Eliot. Horaga selna ingår i släktet Horaga och familjen juvelvingar. Inga underarter finns listade i Catalogue of Life.